# Charles Lennox Peel
Charles Lennox Peel (19 janvier 1823 - 19 août 1899) est un fonctionnaire britannique.

## Biographie
Il est le fils de Laurence Peel, fils de Robert Peel (1er baronnet), et de Lady Jane Lennox, fille de Charles Lennox (4e duc de Richmond). Il est le neveu de Robert Peel, Premier ministre. Il achète une commission dans l'armée britannique et sert avec le 7th Queen's Own Hussars et le Régiment Royal Rifle d'Edmonton de la Milice du Middlesex. Il renonce à sa commission le 8 octobre 1860.
Il devient ensuite fonctionnaire et est greffier du Conseil privé entre le 17 mars 1875 et le 9 août 1898. Il est fait chevalier commandeur de l'Ordre du Bain dans le Honneurs du Nouvel An 1890 et élevé au rang de chevalier Grand-Croix de l'Ordre du Bain en 1899.
Il épouse Caroline Chichester, fille d'Arthur Chichester (1er baron Templemore), le 27 avril 1848.